# هريبينكا
هريبينكا (Гребінка) هي مدينة في مقاطعة بولتافسكا في أوكرانيا.
يبلغ عدد سكانها حوالي 11149 نسمة.

## معرض صور

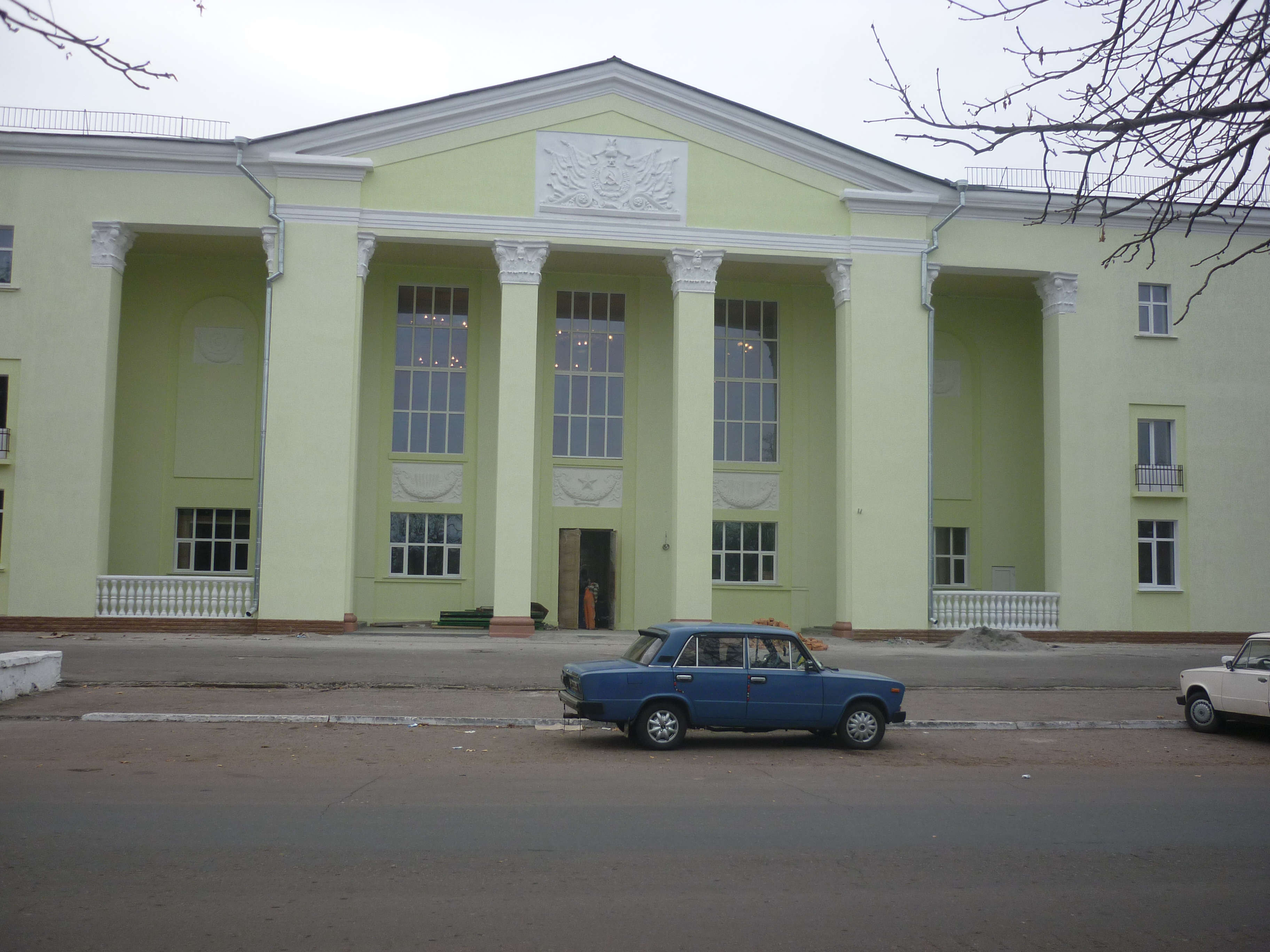
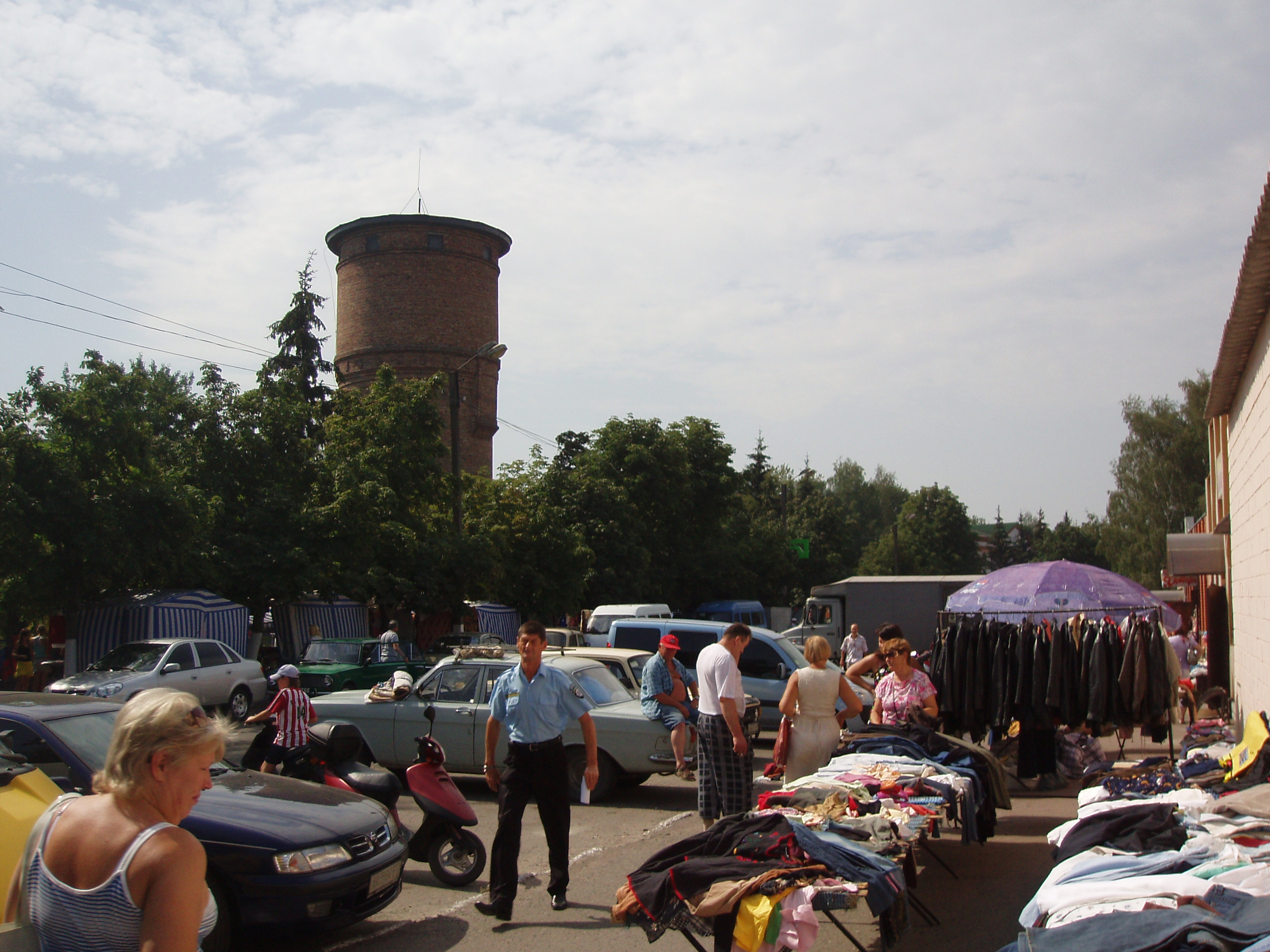
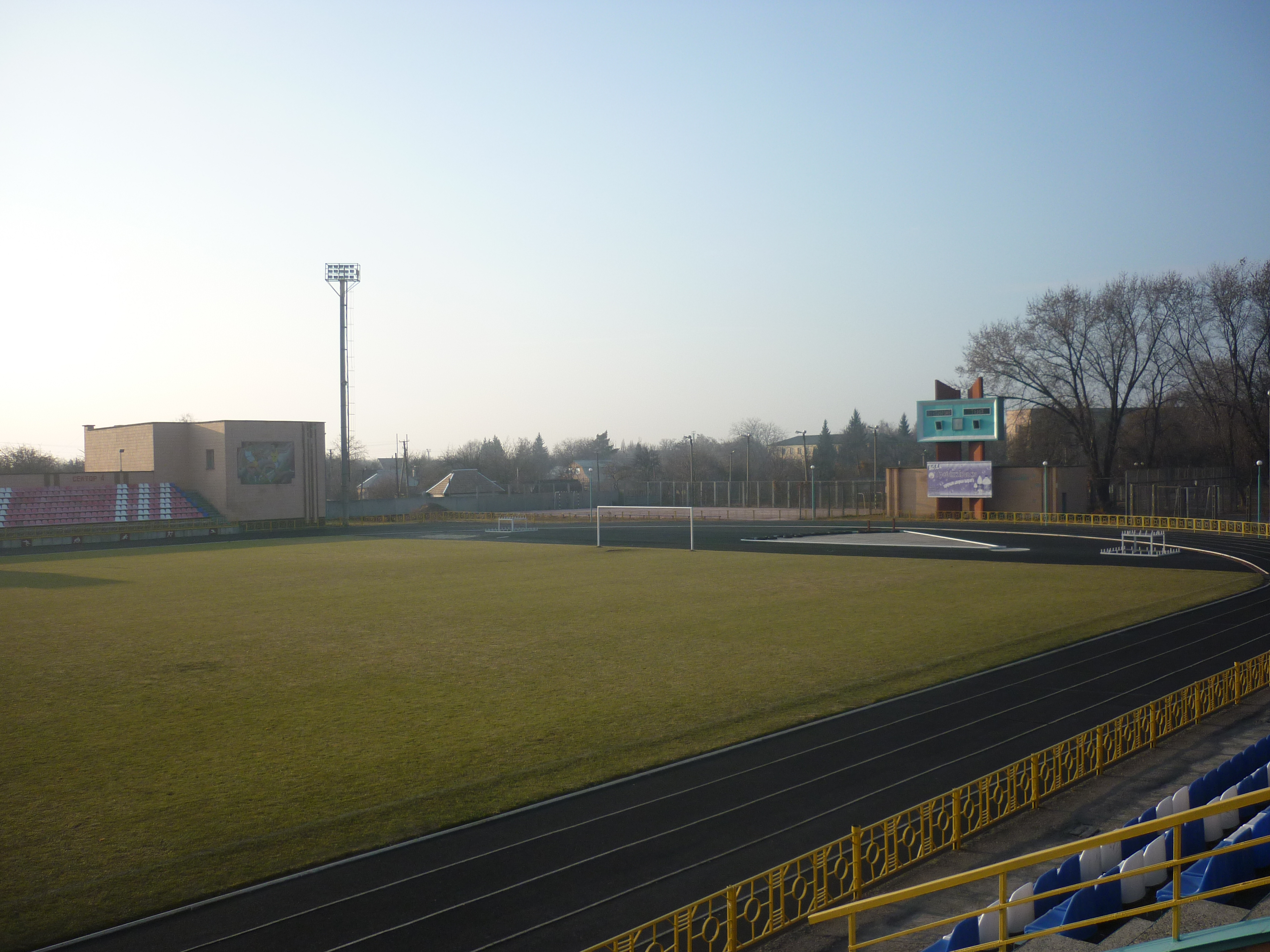
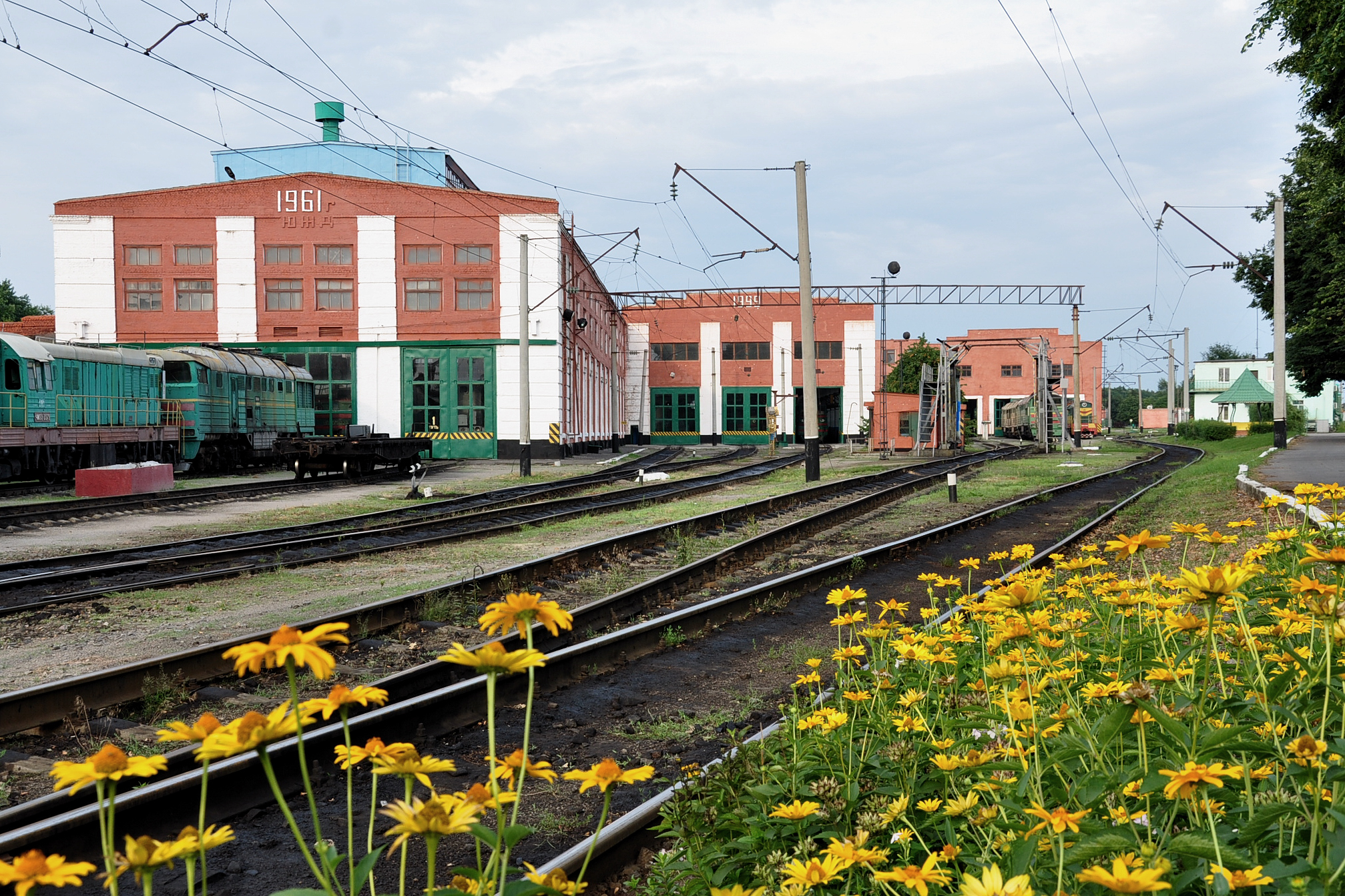

## أعلام
- أولكسندر ليسينكو